# Disgorge
I Disgorge ("vomitare" in italiano) sono un gruppo statunitense di brutal death metal nato nella prima metà degli anni novanta.

## Storia del gruppo
I Disgorge si formano nel 1992 dalle menti di Ricky Myers alla batteria, Bryan Ugartechea al basso e voce, e Tony Freithoffer alla chitarra. Nello stesso anno pubblicano il primo demo Cognitive Lust Of Mutilation e si stabiliscono definitivamente a San Diego entrando così a far parte della scena brutal underground di quella città. Poco dopo Bryan lascia il gruppo e a sostituirlo saranno chiamati il cantante Matti Way e il bassista Eric Flesy. La band molto velocemente scrive nuovo materiale che sarà poi presente nel secondo demo '95 Demo' distribuito in tutto il mondo ricevendo delle ottime recensioni. I Disgorge suoneranno diversi show nel 1995 che aumenteranno lo stuolo di fan mentre nel 1996 registreranno il mini-cd di quattro canzoni Cranial Impalement che sarà dato alle stampe solo tempo dopo. Nel 1997 Tony ed Eric lasceranno il gruppo per dedicarsi ad altre cose e Ricky e Matti si mettono in cerca di nuovi elementi che non saranno trovati fino alla fine del 1998 nelle persone di Diego Sanchez alla chitarra e Ben Marlin (già con la band locale Strangulation) al basso. Il gruppo firma quindi con la Unique Leader records (etichetta personale dei Deeds of Flesh) che stampa il loro primo full-length album She Lay Gutted nel novembre del 1999. Il sound è in classico stile brutal death americano di ispirazione Suffocation, Cannibal Corpse, ma i Disgorge saranno tra le band (insieme ai Brodequin) che inizieranno il processo di estremizzazione di quel sound rendendolo ancora più veloce (utilizzando quasi sempre blast beats) e più pesante (accordando ancora più basse le chitarre). Va da sé che anche le vocals si approfondiscono e sembrano quasi artefatte talmente risultano gutturali e inintelligibili. Questa estremizzazione sarà poi conosciuta come Sick-brutal death metal. I tour che seguono vedranno i Disgorge impegnati in Europa, Nord America e Sud America. Nel 2003 dopo l'abbandono del cantante Matti a favore di A.J. Magana, la band registra Consume the Forsaken. Nel 2005, dopo l'ennesimo cambio di cantante da A.J. a Levi Fuselier e dell'inserimento del secondo chitarrista Ed Talorda, il gruppo registra il quarto album Parallels of Infinite Torture che prosegue il discorso musicale fin qui tracciato. Per supportare l'album i Disgorge si sono imbarcati in un tour mondiale che toccherà il Giappone, l'Australia, la nuova Zelanda, la Thailandia il Messico e l'Indonesia. Attualmente il gruppo è impegnato nella stesura del nuovo materiale.

## Formazione

### Formazione attuale
- Levi Fuselier - voce
- Ed Talorda - chitarra
- Diego Sanchez - chitarra
- Ricky Myers - batteria

### Ex componenti
- Matti Way - voce
- Bryan Ugartechea - basso e voce
- Tony Freithoffer - chitarra
- Eric Flesy - basso
- Ben Marlin - basso (1998-2008)
- A.J. Magana - voce

## Discografia

### Album in studio
- 1999 - Cranial Impalement
- 1999 - She Lay Gutted
- 2002 - Consume the Forsaken
- 2006 - Parallels of Infinite Torture
- 2011 - And the Weak Shall Perish

### Demotape
- 1992 - Cognitive Lust of Mutilation
- 1995 - 95 Demo